# Plume d’Or 1992
Der Plume d’Or 1992 im Badminton fand vom 24. bis zum 26. April 1992 in Lüttich statt. Sieger wurde das Team aus Frankreich.

## Endstand
| Platz | Team       |
| ----- | ---------- |
| 1     | Frankreich |
| 2     | Portugal   |
| 3     | Belgien    |
| 4     | Israel     |
| 5     | Luxemburg  |
| 6     | Gibraltar  |